# Техничко-минерске карактеристике експлозива
Најважније особине експлозива су: радна способност, бризантност, брзина детонације, пренос детонације, величина и трајање пламена експлозије, осетљивост на удар, релативна радна способност, сигурност на метан и експлозивну угљену прашину. Радна способност и бризантност спадају у групу важнијих техничко-минерских карактеристика експлозива, на основу којих се у пракси најчешће врши избор експлозива. Радна способност се дефинише као укупно дејство притиска гаса и притиска детонације, или укратко као јачина експлозива. Експериментално радна способност се може одредити на следећи начине: проширењем стандардног оловног блока-метода Трауцла, балистичким платном (тзв. релативна радна способност), подводном експлозијом, кратер тестом и другим методама.
Радна способност експлозива по Трауцлу рачуна се по обрасцу:
- V = (V1± K)-V0 [cm² ]
- V1- запремина проширења после експлозије
- V0- запремина бушотне у блоку пре експлозије
- K- корекција вредности V1 у зависности од температуре блока пре експлозије

## Пренос детонације
Пренос детонације је способност експлозива да се енергија активирања са ударне патроне пренесе на суседну пасивну патрону експлозива. Представља максимално растојање у центимертима на коме долази до потпуне детонације пасивне патроне. Уколико је растојање на коме долази до преноса детонације веће, то је експлозив поузданији при употреби.

## Величина пламена експлозије
Величина пламена експлозије расте са количином ослобођене топлоте експлозије. Експлозиви са великом топлотом експлозије (динамити и црни барут) производе велики пламен, док они са сразмерно малом топлотом експлозије (амонијум-нитратни, метански експлозиви и др.) производе мали пламен.

## Трајање пламена експлозије
Трајање пламена експлозије креће се између 0,0002 и 0,25 секунди, расте са количином ослобођене топлоте. Величина и трајање експлозије су важне особине експозива за руднике са појавом метана и експлозивне угљене прашине.